# Wolf Albach-Retty

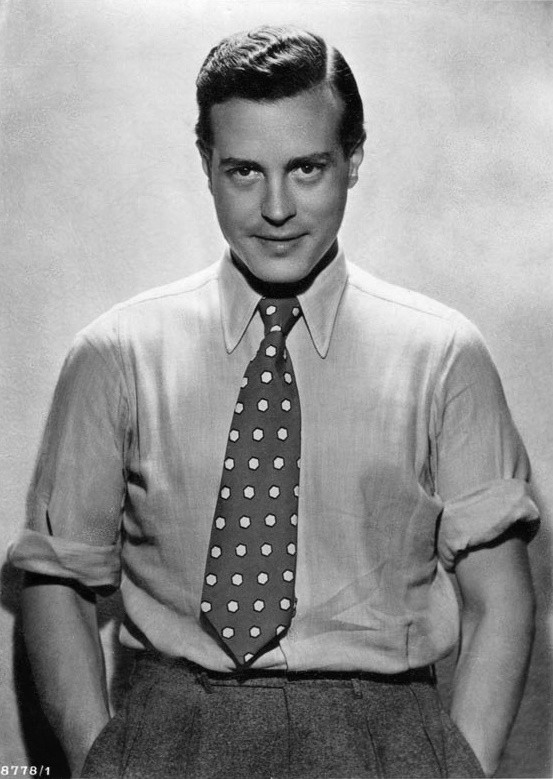
Wolf Albach-Retty (1932)

Wolf Albach-Retty (* 28. Mai 1906 in Wien, Österreich-Ungarn; † 21. Februar 1967 ebenda; gebürtig Wolfgang Helmuth Walter Albach) war ein österreichischer Schauspieler. Aus der Ehe mit der deutschen Schauspielerin Magda Schneider stammte die Schauspielerin Romy Schneider.

## Leben
Wolf Albach-Retty war der Sohn der Hofschauspielerin Rosa Albach-Retty und des Juristen (Rechtsanwalt 1914–1929) und ehemaligen k.u.k.-Artillerie-Oberleutnants (Abschied 1899) Dr. Karl (Walter) Albach. Nach zwei Semestern Studium der Chemie wurde er an der Akademie für Musik und darstellende Kunst unter Armin Seydelmann zum Schauspieler ausgebildet. Im Alter von 20 Jahren spielte er seine erste Rolle am Wiener Burgtheater. Er wurde am 1. September 1926 Ensemblemitglied des Burgtheaters und sein Bühnendebüt gab Wolf Albach am Akademietheater im Rahmen eines von Hans Brahm inszenierten Hermann-Bahr-Abends.
Zum Film kam er bereits als junger Mann. Eine erste Stummfilm-Rolle erhielt er 1927. Während der Zeit des Nationalsozialismus trat er in Liebes- und Musikfilmen auf. Er nahm bereits 1937, vor dem Anschluss Österreichs, vorübergehend die deutsche Staatsbürgerschaft an. Im selben Jahr heiratete er Magda Schneider. Aus der Ehe stammten die beiden Kinder Rosemarie, genannt Romy (Schneider) (1938–1982), und Wolf-Dieter (* 1941). Die Ehe wurde 1945 (nach anderen Quellen 1946 oder 1947) geschieden.
Albach-Retty, der bereits im Mai 1933 Förderndes Mitglied der SS wurde, trat 1940, zwei Jahre nach dem Anschluss Österreichs, der NSDAP bei. Im August 1944 gehörte er zu den von Joseph Goebbels nominierten Schauspielern der Gottbegnadeten-Liste, die Goebbels für unverzichtbar für die Filmproduktion hielt, womit Albach-Retty von Kriegsdienstverpflichtungen freigestellt wurde.

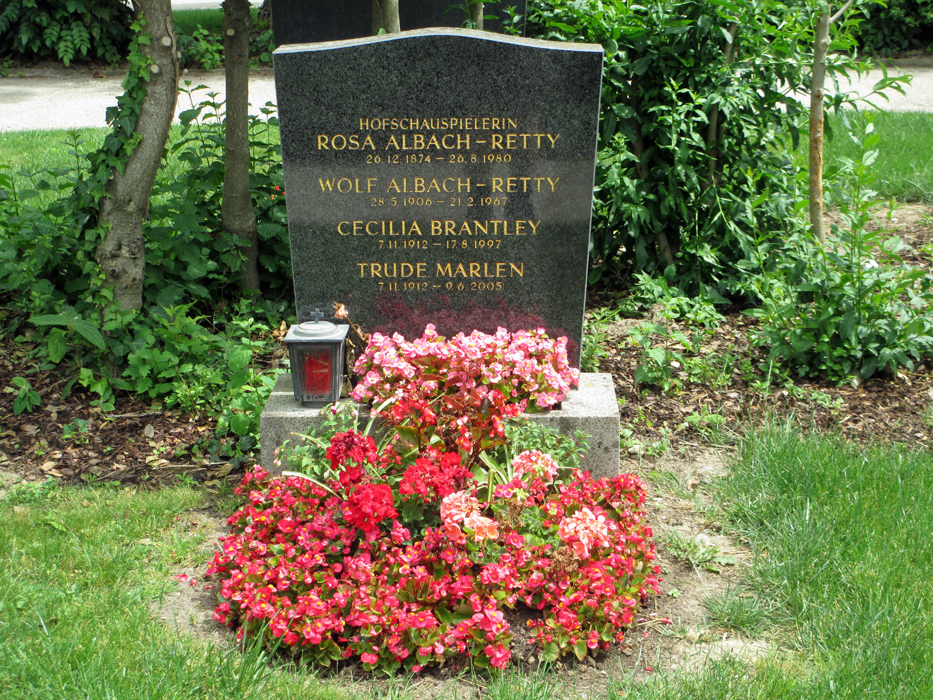
Grab der Familie Albach-Retty auf dem Wiener Zentralfriedhof

Nach dem Zweiten Weltkrieg konnte er in der gewandelten Filmlandschaft nicht mehr an frühere Erfolge anknüpfen und war nur noch vereinzelt in Hauptrollen (Zwei in einem Auto, Immer die Radfahrer), häufiger in wichtigen Nebenrollen, zu sehen (Der Obersteiger, als der Fürst in Der Vogelhändler, als Familienvater in Verlobung am Wolfgangsee usw.). Neben anderen kleineren Nebenrollen hatte er einen kurzen Auftritt als Baron Hartmann in Der Kardinal, eine Rolle, die er auf Betreiben von Romy Schneider bekam und die Vater und Tochter einen gemeinsamen Auftritt vor der Kamera ermöglichte. Weiters war er wieder in wichtigen Rollen am Burgtheater zu sehen, unter anderem in Anatol von Arthur Schnitzler. Albach-Retty war in zweiter Ehe mit der Schauspielerin Trude Marlen verheiratet, in dieser Ehe wurde die Tochter Sacha Darwin (* 1947) geboren.
Wolf Albach-Retty starb an den Folgen eines schweren Herzleidens. Er wurde zunächst auf dem Evangelischen Friedhof Matzleinsdorf in Wien beerdigt und nach dem Tod seiner Mutter in deren Ehrengrab auf dem Wiener Zentralfriedhof (Gruppe 32 C, Nummer 50) beigesetzt. Seine Gattin Trude Marlen starb 2005 und wurde neben ihm beigesetzt. In diesem Grab ruht auch Marlens Zwillingsschwester, die Schauspielerin Cecilia Maximiliane Brantley, die 1997 starb.

## Filmografie
- 1927: Der Mann ohne Beruf (Das grobe Hemd)
- 1928: Ein Wiener Musikantenmädel
- 1928: Der geheimnisvolle Spiegel
- 1928: Liebe im Mai
- 1929: Der Dieb im Schlafcoupé
- 1929: General Babka
- 1929: Der Onkel aus Sumatra
- 1931: Wiener Zauberklänge
- 1932: Zwei Herzen und ein Schlag
- 1932: Mädchen zum Heiraten
- 1932: Der schwarze Husar
- 1932: Das schöne Abenteuer
- 1932: …und es leuchtet die Puszta
- 1933: Kind, ich freu’ mich auf Dein Kommen
- 1933: Liebe muß verstanden sein
- 1934: G’schichten aus dem Wienerwald
- 1934: Einmal eine große Dame sein
- 1934: Frühjahrsparade
- 1934: Die Katz’ im Sack
- 1935: Der Vogelhändler
- 1935: Winternachtstraum
- 1935: Großreinemachen
- 1935: Ein Walzer um den Stephansturm (Sylvia und ihr Chauffeur)
- 1936: Rendezvous in Wien
- 1936: Die Puppenfee
- 1936: Geheimnis eines alten Hauses
- 1937: Liebling der Matrosen
- 1937: Die glücklichste Ehe der Welt
- 1937: Ich möcht’ so gern mit Dir allein sein (Millionäre)
- 1938: Frühlingsluft
- 1938: Der Hampelmann
- 1939: Hotel Sacher
- 1939: Liebe streng verboten
- 1939: Heimatland
- 1939: Mutterliebe
- 1939: Das Glück wohnt nebenan
- 1940: Falstaff in Wien
- 1940: Sieben Jahre Pech
- 1940: Wie konntest Du, Veronika!
- 1941: So gefällst Du mir
- 1941: Tanz mit dem Kaiser
- 1941/49: Alles aus Liebe
- 1942: Sieben Jahre Glück
- 1942: Die heimliche Gräfin
- 1942: Zwei glückliche Menschen
- 1942: Drei tolle Mädels
- 1943: Abenteuer im Grandhotel
- 1943: Maske in Blau
- 1943: Der weiße Traum
- 1943: Reisebekanntschaft
- 1943: Romantische Brautfahrt
- 1944: Hundstage[11][12]
- 1944/49: Wie ein Dieb in der Nacht
- 1945: Ein Mann wie Maximilian
- 1948: Alles Lüge
- 1949: Ein bezaubernder Schwindler
- 1949: Gefährliche Gäste
- 1949: Großstadtnacht
- 1950: Der Mann, der sich selber sucht
- 1950: Zwei in einem Anzug
- 1950: Czardas der Herzen
- 1951: Weh’ dem, der liebt!
- 1951: Unschuld in tausend Nöten
- 1951: Verklungenes Wien
- 1951: Zwei in einem Auto
- 1952: Der Mann in der Wanne
- 1952: Ideale Frau gesucht
- 1952: Der Obersteiger
- 1953: Die tolle Lola
- 1953: Der Vogelhändler
- 1954: Die süßesten Früchte
- 1954: Schule für Eheglück
- 1954: Die sieben Kleider der Katrin
- 1955: Seine Tochter ist der Peter
- 1955: Ihr Leibregiment
- 1956: K. u. K. Feldmarschall
- 1956: …und wer küßt mich? (Ein Herz und eine Seele)
- 1956: Die Stimme der Sehnsucht
- 1956: Verlobung am Wolfgangsee
- 1957: Dort in der Wachau
- 1957: Wetterleuchten um Maria
- 1957: Der Kaiser und das Wäschermädel
- 1958: Gefährdete Mädchen
- 1958: Man ist nur zweimal jung
- 1958: Immer die Radfahrer
- 1958: Mein ganzes Herz ist voll Musik
- 1959: Herrn Josefs letzte Liebe
- 1959: Peter, das Zirkuskind/Auf allen Straßen
- 1959: Mädchen für die Mambo-Bar
- 1959: Hubertusjagd
- 1960: Frauen in Teufels Hand
- 1960: Hohe Tannen (Köhlerliesel)
- 1961: Der Orgelbauer von St. Marien
- 1961: Auf den Straßen einer Stadt
- 1962: Die Post geht ab
- 1962: Die Försterchristel
- 1963: Sturm am Wilden Kaiser (Bergwind)
- 1963: Der Kardinal
- 1964: Die große Kür
- 1964: Die Kinder
- 1965: Das Mädel aus dem Böhmerwald
- 1965: Die Tänzerin Fanny Elßler
- 1966: Leinen aus Irland